# Женщина, которую забыл Бог
«Женщина, которую забыл Бог» (англ. The Woman God Forgot) — американский немой фильм 1917 года режиссёра Сесила Блаунта Демилля. Копия фильма хранится в George Eastman House Motion Picture Collection.

## Сюжет
Согласно описанию в журнале фильма, ацтекский правитель Монтесума (Хаттон) возмущён вторжением испанцев, которые пришли обратить ацтеков в католичество. Дочь Монтесумы Текца (Фаррар) влюбляется в испанского капитана Альварадо (Рид) и проводит солдат во дворец. После ожесточённой битвы она остаётся единственной выжившей среди перебитых ацтеков, и испанцы оставляют ей жизнь. Альварадо приходит к ней свататься.

## В ролях
- Уоллес Рид — Альварадо
- Реймонд Хаттон — Монтесума II
- Хобарт Босворт — Кортеc
- Фёдор Козлов — Куаутемок
- Уолтер Лонг — Талок, жрец
- Джулия Фэй — служанка Текцы
- Ольга Грей — ацтекская женщина
- Джеральдин Фаррар — Текца, дочь Монтесумы
- Чарли Роджерс — Какамо (и Чарльз Роджерс)
- Рамон Новарро — ацтекский мужчина (в титрах не указан)
- Луи Вайнберг (Дэвид Марвел) — индейский принц (танцор)